# ウォルター・ヘラー
ウォルター・ヘラー（Walter Wolfgang Heller、1915年8月27日 - 1987年6月15日）は、ニューヨーク州バッファロー生まれのアメリカの経済学者である。1960年代の中心的かつ指導的な経済学者であり、ジョン・F・ケネディ大統領の大統領経済諮問委員会の議長（1961年 - 1964年）であった。ミネソタ大学教授である。

## 略歴
- 1915年 - ドイツ系移民者である両親のもと、ニューヨーク州バッファローに生まれる。
- 1931年 - ウィスコンシン州ショーウッドの Shorewood High School を卒業する。
- 1935年 - オーバーリン・カレッジを卒業する（BA）。
- 1938年 - ウィスコンシン大学より MA を得る。
- 1941年 - ウィスコンシン大学より Ph.D. を得る。
- 1941年～1942年 - ウィスコンシン大学（マディソン）の助教授となる。
- 1942年～1946年 - 財務省の財務エコノミストとなる。
- 1946年～1967年 - ミネソタ大学（ミネアポリス）の准教授、教授となる。
- 1961年～1964年 - 大統領経済諮問委員会議長となる。
- 1965年～1969年 - 財務省の内国金融取り決め委員会の委員となる。
- 1974年 - アメリカ経済学会会長となる。
- 1987年 - ワシントン州シルヴァーデールにおいて心臓麻痺で死去（71歳）。

## 業績
- 1947年のマーシャル・プラン制定に貢献し、第二次世界大戦後のドイツの通貨の再確立に尽力した。
- ケネディ大統領時代、米国経済の景気を上げるために、重要でない連邦収入の減税が予定された。この減税は、ケネディ死後、リンドン・ジョンソン大統領により議会を通過した。
- ヘラーは、最初の「自発的」賃金・価格ガイドラインを開発した。鉄鋼産業がそれにフォロー出来ない時、ケネディによって公然と攻撃され、素早く応じられた。
- ヘラーは、課税控除と税優遇が所得税課税基準を狭くするので、一定の歳入額のためにはより高い限界税率を必要とすると強調した最初の一人であった。
- ケネディが暗殺された日、ヘラーはジョンソンに大統領執務室で会った。ヘラーは「貧困への戦い」を呼び掛けることが重要な率先であると提案し、ジョンソンは採用した。
- その後、ジョンソンがインフレのためのステージをセットしつつ、税を上げることなくベトナム戦争を拡大すると主張した時、ヘラーは辞任した。
- 1960年代にミネソタ大学に戻り、レオニード・ハーヴィッツ（2007年）やエドワード・プレスコット（2004年）というノーベル経済学賞受賞者を含む優秀な人々をミネソタ大学に組み入れることに成功した。

## 家族
- 父親 - Ernst Heller
- 母親 - Gertrude Warmburg Heller
- 妻 - Emily K. Johnson（1985年死去）
- 娘 - Kaaren Louise Davis（シアトルで生活）
- 息子 - Eric J. Heller（ワシントン大学シアトルで化学および物理学教授）
- 息子 - Walter P. Heller（カリフォルニア大学サンディエゴ校で経済学教授、1942年～2001年ガンにより死去）

## 主な著作
- 『ニュー・エコノミックスの理論』、間野英雄・小林桂吉共訳、ぺりかん社、1969年
- 『経済成長の戦略』、間野英雄・小林桂吉・石橋邦夫共訳、至誠堂、1970年
- 『景気調整と財政政策』、内田忠夫・富永孝雄共訳、日本経済新聞社、1970年
- （ミルトン・フリードマンと共著）『インフレなき繁栄――フリードマンとヘラーの対話』、海老沢道進・小林桂吉共訳、日本経済新聞社、1970年